# 야마모토 요시키
야마모토 요시키(일본어: 山本 祥輝, 1994년 11월 16일 ~ )는 일본의 전 축구 선수이다.

## 구단 경력
과거 카탈레 도야마에서 활동하였다.